# 衡山公寓
衡山公寓原名贝当公寓（英語：Petain Apartments），是位于上海市徐汇区衡山路700号的一处历史公寓住宅，与徐家汇公园隔路相望。

## 历史
衡山公寓建于1934年，因处在衡山路（原名贝当路）而得名。1943年随贝当路改名衡山路而更名为衡山公寓。公寓抗战期间一度为日商占有，1946年由国民政府苏浙皖区敌伪产业处理局收归国有。2005年，衡山公寓入选第四批上海市优秀历史建筑。

## 建筑特色
衡山公寓占地258平方米，高六层，为砖混结构，平顶，平面呈长方形。公寓为现代派风格，细部装饰具装饰艺术特征。主立面结构对称，饰以绿色水泥拉毛，中间作半六角形突出，入口两侧各设置圆柱，一层凹进，二层起出挑方形阳台，各层窗下则做白色几何图案装饰，以圆形或圆弧组成。内部正中有楼梯盘旋而上，形成六层垂直空间。公寓现为民居。